# USS Albany (SSN-753)
| «Олбані»                   | «Олбані»                                            | «Олбані»                                            |
| -------------------------- | --------------------------------------------------- | --------------------------------------------------- |
| USS Albany (SSN-753)       |                                                     |                                                     |
|                            |                                                     |                                                     |
|                            |                                                     |                                                     |
| Порт приписки              | Норфолк, Вірджинія                                  | Норфолк, Вірджинія                                  |
| Спуск на воду              | 13 червня 1987 року                                 | 13 червня 1987 року                                 |
| Сучасний статус            | В активній службі                                   | В активній службі                                   |
| Проєкт                     |                                                     |                                                     |
| Класифікація НАТО          | Los Angeles class                                   | Los Angeles class                                   |
| Основні характеристики     |                                                     |                                                     |
| Швидкість (надводна)       | 20 вузлів                                           | 20 вузлів                                           |
| Швидкість (підводна)       | 20 вузлів                                           | 20 вузлів                                           |
| Робоча глибина занурення   | до 280 метрів                                       | до 280 метрів                                       |
| Гранична глибина занурення | 450 метрів                                          | 450 метрів                                          |
| Екіпаж                     | 12 офіцерів, 98 матросів                            | 12 офіцерів, 98 матросів                            |
| Розміри                    |                                                     |                                                     |
| Довжина найбільша (по КВЛ) | 110,3 метра                                         | 110,3 метра                                         |
| Ширина корпусу найб.       | 10 метрів                                           | 10 метрів                                           |
| Середня осадка (по КВЛ)    | 9,4 метра                                           | 9,4 метра                                           |
| Водотоннажність надводна   | 5838 тонн                                           | 5838 тонн                                           |
| Озброєння                  |                                                     |                                                     |
| Торпедно- мінне озброєння  | 4 × 21 (533 мм) торпедні апарати, міни Mk67 та Mk60 | 4 × 21 (533 мм) торпедні апарати, міни Mk67 та Mk60 |
| Ракетне озброєння          | 12 ракет Томагавк вертикального запуску             | 12 ракет Томагавк вертикального запуску             |

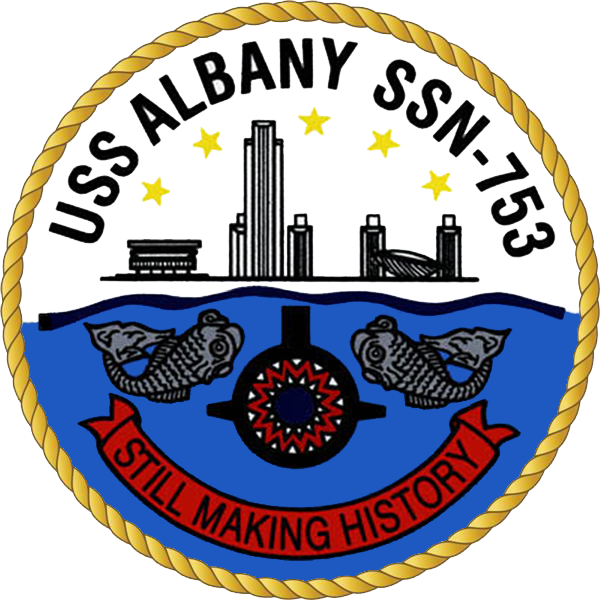
Емблема човна

«Олбані» (англ. USS Albany (SSN-753)) — багатоцільовий атомний підводний човен, є 42-тим в серії з 62 підводних човнів типу «Лос-Анджелес», побудованих для ВМС США. Він став п'ятим кораблем ВМС США з такою назвою. Підводний човен отримав назву на честь міста О́лбані, адміністративного центру штату Нью-Йорк. Призначений для боротьби з підводними човнами і надводними кораблями противника, а також для ведення розвідувальних дій, спеціальних операцій, перекидання спецпідрозділів, нанесення ударів, мінування, пошуково-рятувальних операцій. Субмарина належить до третьої серії (Flight III) модифікації підводних човнів типу «Лос-Анджелес».
Контракт на будівництво підводного човна був укладений 29 листопада 1983 з американською корабельнею Newport News Shipbuilding, яка розташована в Ньюпорт-Ньюс, штат Вірджинія. Церемонія закладання кіля відбулася 22 квітня 1985 року. 13 червня 1987 року відбулася церемонія хрещення. Хрещеною матір'ю стала Ненсі Кіссінджер, дружина Генрі Кіссінджера. Здана в експлуатацію 7 квітня 1990 року. Портом приписки є військово-морська база Норфолк, штат Вірджинія, субмарина входить до сладу 6 ескадри підводних човнів.

## Примітки

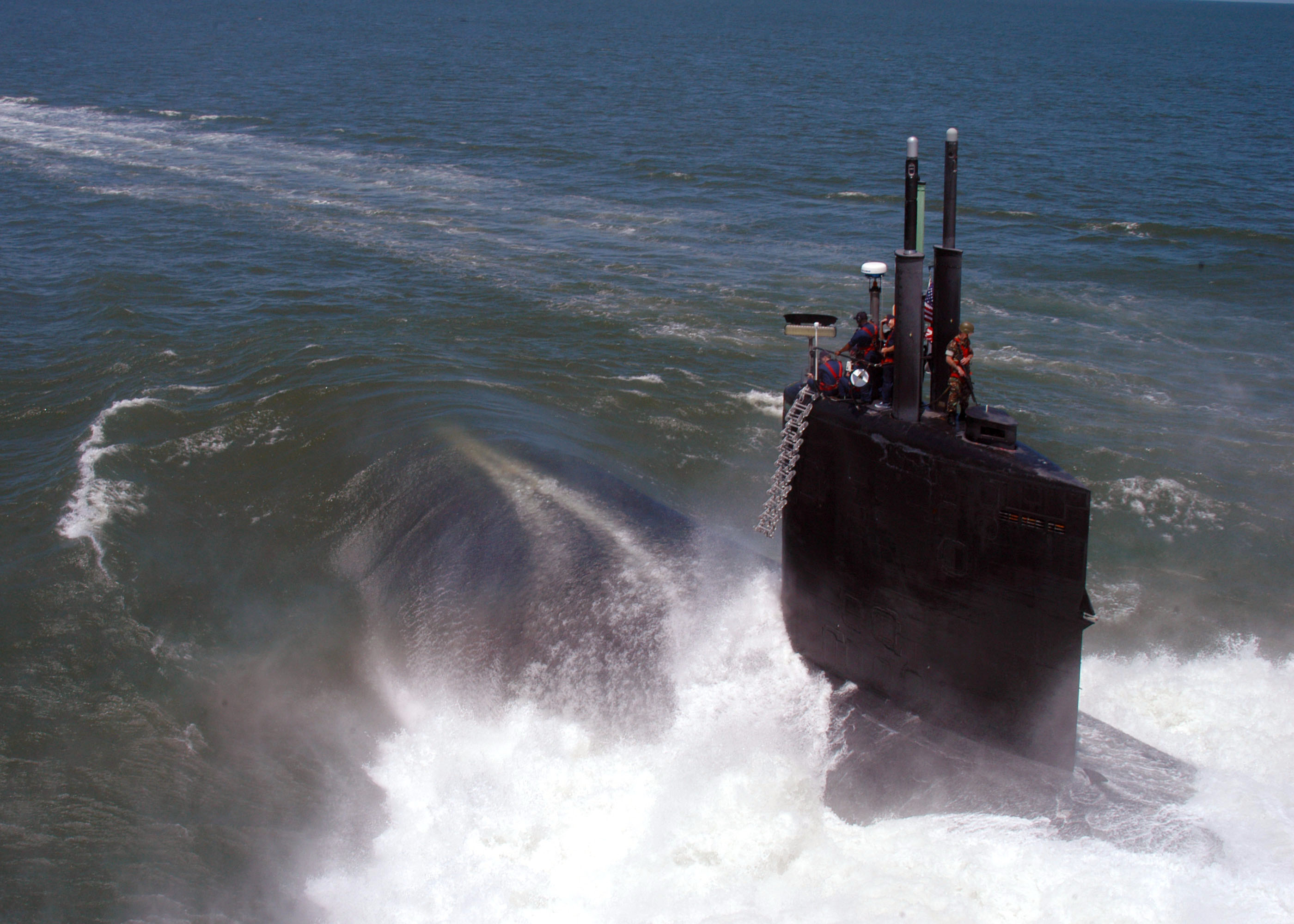
в затоці Чесапік